# Glaphyra congrua
Glaphyra congrua är en skalbaggsart som beskrevs av Holzschuh 1998. Glaphyra congrua ingår i släktet Glaphyra och familjen långhorningar. Inga underarter finns listade i Catalogue of Life.